# Comarca de Paranaíba
A Comarca de Paranaíba é uma comarca brasileira localizada no município de Paranaíba, no estado de Mato Grosso do Sul, a 380 quilômetros da capital.

## Generalidades
Sendo uma comarca de segunda entrância, tem uma superfície total de 5402,7 km², o que totaliza 1,5% da superfície total do estado. A povoação total da comarca é de 40 mil habitantes, aproximadamente o 1,5% do total da povoação estadual, e a densidade de povoação é de 7,4 habitantes por km².
A comarca inclui apenas o município de Paranaíba. Limita-se com as comarcas de Cassilândia, Inocência e Aparecida do Taboado.
Economicamente possui PIB de R$ 601 015 000,00 e PIB per capita de R$ 14 960,29
A comarca recebe o nome do Rio Paranaíba, rio que cruza o município de mesmo nome.